# Christian Schreiber (évêque)
Pour les articles homonymes, voir Christian Schreiber.
Christian Schreiber, né le 3 août 1872 à Somborn et mort le 1er septembre 1933 à Berlin, est un ecclésiastique catholique allemand qui fut le premier évêque de Meissen (1921-1929), lorsque le diocèse de Meissen fut à nouveau érigé, et le premier évêque du nouveau diocèse de Berlin de 1929 à sa mort.

## Publications
- Christentum und Naturwissenschaft, Fulda, 1902.
- Die Schulaufsichtsfrage, Fulda 1910.
- Kant und die Gottesbeweise. Philosophische Gedankengänge aus meinen Vorlesungen an der Leipziger Universität im Januar und Februar 1922, Dresde, 1922.
- Führer durch das Kirchenjahr, aus dem Nachlass hrsg. von Adolf Strehler, Berlin, 1934